# Áurea Moretti
Áurea Moretti Pires nasceu em 12 de novembro de 1944 na Fazenda Peroba, próxima a São José da Barra, no interior de São Paulo, e morreu no dia 15 de dezembro de 2022.

### Trajetória
Áurea Moretti mudou-se com a família para Ribeirão Preto, ingressando na Faculdade de Filosofia Ciências e Letras da USP. Lá, envolveu-se com o Movimento Estudantil e o Partido Comunista Brasileiro (PCB). Por volta de 1968, decidiu deixar o Partido e aliou-se às Forças Armadas de Libertação Nacional (FALN) e optou por interromper seus estudos acadêmicos para ingressar na faculdade de Enfermagem, pensando em aplicar os conhecimentos como enfermeira para a revolução socialista. Áurea foi presa em 18 de outubro de 1969, durante a ditadura civil-militar, em Ribeirão Preto, passando por diversos cárceres do Estado de São Paulo: Penitenciária Feminina de Tremembé, Presídio Tiradentes, DEOPS/SP, Quartel da Força Pública de RIbeirão Preto, DOI-CODI/SP, Cadeia Pública de Cravinhos e o Complexo Penitenciário do Carandiru. Mesmo após a liberdade, algo em torno de 2 anos e 6 meses, esta se deu de forma condicional por mais de um ano. Áurea foi regularmente vigiada e perseguida pela polícia política de Ribeirão Preto.

### Infância (1940 e 1950)
Áurea viveu boa parte da infância, entre as décadas de 1940 e 1950, na Fazenda Perobas, lugar onde também nasceu. Terceira entre seis irmãos, essa vivência rural no interior foi importante para a constituição da vida de Áurea. Nessa fase, permeada pelas festas da igreja católica, Moretti se desenvolveu a partir da convivência com os trabalhadores rurais, sendo parte importante da constituição de sua identidade em momentos mais recentes.

### DEOPS, tortura e liberdade (1965-1975)
Em 1969, Áurea é movida da prisão de Tiradentes ao Departamento de Ordem e Política Social (DEOPS) de São Paulo, próximo a Estação da Luz. Ali, Moretti viveu uma piora das torturas, que duraram por meses naquele lugar. É dito em relatórios e por parte da própria Áurea que essas torturas atravessaram noites, com uso de métodos de pau de arara, da "pimentinha" (tipo de arma elétrica para dar choques) e com o uso da "cadeira do dragão", uma cadeira metálica para dar choques. Tratanto-se de uma mulher, é necessário lembrarmos também da violência de gênero que Áurea foi vítima, com choques nas partes íntimas, bem como ofensas que tinham como objetivo reduzir sua moral.
Foi a pressão por parte do clero de Ribeirão Preto e o contexto local os grandes responsáveis pela liberdade de Áurea, assim como sua resistência frente aos terrores da ditadura, pois ela sobreviveu ao processo terrível da tortura com força. O auxílio do clero se deu sobretudo pela pressão a partir da prisão da irmã Maurina Borges da Silveira, que esteve presa em conjunto de Áurea Moretti. Além disso, o auxílio de pessoas do local, que conheciam Moretti, aumentou a pressão sobre os grupos militares. Dessa forma, o grupo feminino foi enviado para a prisão em Cravinhos, passando ainda pelo presídio do Carandiru para uma recuperação pelos graves ferimentos sofridos durante o período das torturas. Durante esse momento, no entanto, Áurea pôde viver o cárcere sem sofrer dos males da tortura.
Em 1970, as Forças Armadas de Libertação Nacional (FALN) teve seu julgamento. Áurea foi condenada a seis anos de prisão, tendo quatro anos e meio efetivamente cumpridos. Desses, três anos e meio foram em reclusão, sendo o restante vivido em liberdade condicional. Assim que liberta, retornou para a casa dos pais em Ribeirão Preto, onde concluiu o curso de Enfermagem de 1973 a 1975. Durante todo este período de liberdade e formação educacional, foi acompanhada de perto por um militar. Ainda assim, Áurea sobreviveu, viveu e é parte de um importante registro da história da ditadura militar brasileira.

### Velhice (2010-2022)
Aos 70 anos, Áurea residiu em Ribeirão Preto. Participou do projeto intitulado "Memórias da Resistência", concedendo diversas entrevistas. Recebeu condecorações por parte das Câmaras de Ribeirão Preto-SP pela sua importância na resistência a ditadura militar, bem como sua participação política no Movimento dos Trabalhadores Rurais Sem Terra (MST) e sendo filiada ao Partido dos Trabalhadores (PT).